# オセロ (お笑いコンビ)
オセロは、かつて松竹芸能に所属していた日本のお笑いコンビ。1993年4月29日結成。2011年4月以降はコンビ活動を休止し、2013年4月11日を以て解散。

## メンバー
- 中島 知子（なかじま ともこ、1971年8月26日（53歳） - ）
  - ツッコミ・ネタ作り担当。別名『オセロの黒い方』『黒い天使』。
  - 京都市山科区出身、京都府立洛東高等学校・京都精華大学卒業。大学時代にはミス京都精華大学に選ばれたこともある。
  - 松竹へ所属していたが、自身の不祥事により2013年4月6日に専属マネジメント契約を解除[4]。以降はフリーとして、大分県を主な活動拠点とするローカルタレントへ転身した[5]。
- 松嶋 尚美（まつしま なほみ[注 1]、1971年12月2日（53歳） - ）
  - ボケ担当（普段も天然ボケらしい）。別名『オセロの白い方』『白い悪魔』。
  - 大阪府東大阪市長瀬出身、大阪樟蔭女子短期大学卒業。
  - 現在の所属事務所はステッカー。

## 略歴
- 1993年4月29日結成。同期にはますだおかだ、ツインタワー（清水忠史が組んでいたコンビ）などがいた。
- 1996年、「第17回ABCお笑い新人グランプリ」新人賞を受賞。
- 2002年頃から、中島が女優として連続ドラマへの出演を開始。2人ともピンとしてテレビ出演も増える。
- 2007年10月、松嶋が個人事務所を設立し事務所から独立。中島は独立せず松竹に残ることとなる。
- 2008年5月、週刊誌により不仲説が取り沙汰される。松嶋の独立が影響したのではないかと報道された[6]。
- 2009年6月頃より、中島の激太りが週刊誌やワイドショーで報道。中島は当時のブログで松嶋の独立や結婚、女性芸人の活躍等といった噂は否定しつつ激太りの理由を「ただの食べ過ぎ」と説明した[7]。
- 2010年10月頃より、中島がコンビでのレギュラー番組収録中に共演者へ激怒したり自身がピンで出演していた番組を降板するなどの異変が、週刊誌で取り上げられる。中島は後に、自身のブログで共演者に激怒したという報道を「虚偽の報道」と明かしている[5]。
- 2011年4月上旬、中島がインフルエンザに感染し各番組を欠席。しかしその後も体調が万全に戻らず、体調不良のため無期限活動休止に至る。それに伴いコンビでの活動も休止となった[8]。地上波でのオセロの共演は、2011年4月2日放送の毎日放送『知っとこ!』の生放送が最後となった。
- 同年、中島の洗脳騒動が勃発。メディアを巻き込んでの騒動へ発展した。
- 2013年3月29日付で「中島の退社申し入れにより事実上の解散となった」との報道が各新聞社より発表された[9]。しかし活動休止でも解散はしていないという松嶋の発言があり[10]、時を同じくして3月30日には松竹より解散説が正式に否定された[11]。
- 2013年4月6日付で中島が正式に松竹芸能との専属契約を解除。同年4月11日付で松嶋のオフィシャルブログにて2年ぶりに2人が再会して話し合いの結果、正式に解散した[3][12]。

## エピソード
- コンビ名は、2人の肌色がそれぞれ黒と白でオセロゲームを連想することに由来[13]。元々芸人志望ではなく当初は松竹芸能タレント養成所のタレント養成コースに2人とも在籍していたが、講義そっちのけで私語ばかりしていたため講師から「そこのオセロ! そんなに喋りたければお笑いの方へ行け!」と注意を受け、芸人へ転向した。講師が2人をオセロゲームに例えて呼んだことから、コンビ名の由来となった[14]。
- 『ABCお笑い新人グランプリ』新人賞受賞歴を持つものの、松嶋と笑福亭鶴瓶は「オセロの漫才は面白くない」と振り返っている[15]。ブレイク後はマネージャーからネタ見せを強く禁じられていたが、日本アジア航空でのCMのメイキングでは即興ショートコントを披露していた[16]。
- 2007年、マネージャーの難波規精が松嶋のみを引き連れ独立する形でステッカーを設立。しかしこれは相方・中島にとっては寝耳に水であり、以降両者の関係は急速に悪化していった。松嶋は後に自身のブログにおいて、独立する際に中島にも相談したが断られたとして独立については報道に誤解があるとしつつ、以降の関係悪化は認めた[17][18]。難波は松竹在職中、オセロのほかによゐこやますだおかだ、TKOなどを担当した凄腕マネージャーとして知られており、独立後も松嶋のマネージャーを務めたほか清野菜名[注 2]や駿河太郎らを育成するも、すい臓がんを患い2019年に55歳で逝去した。
- 松嶋曰く解散発表以降は中島と会っておらず、連絡も取っていないとのこと。一方、2人してテレビやラジオにおいて双方やオセロについて触れている[19][20]。

## 出演
※オセロのコンビとしての出演番組を記載。単独での出演番組は中島知子、松嶋尚美を参照。

### テレビ番組
- スーパーJOCKEY（日本テレビ）
  - 熱湯コマーシャルで水着姿[注 3]
- タモリのSUPERボキャブラ天国（キャッチコピーは爆走!浪花レディース）（フジテレビ）
- 森脇健児の切磋たく丸!!（朝日放送）
- おはよう朝日土曜日です（朝日放送）
- さんまのSUPERからくりTV（TBS）
- すっから母さん（テレビ東京）
  - ドラマは中島のみ、トークコーナーは2名で出演。
- つるべがおかず（朝日放送）
- グーチョキパーアニゲでポン!（MBS）
- 雛かっぱー（テレビ朝日）
- ジャスト（金曜日「亭主改造計画」レポーター、TBS）
- V.I.ぴ〜（『きになるオセロ』の前番組、朝日放送）
- きになるオセロ（朝日放送）
- 汐留スタイル!（日本テレビ）
- ワンダフル（TBS、1997年9月 - 2000年9月）
- UN FACTORY カボスケ（フジテレビ）
- A（エー）（日本テレビ）
- 大河ドラマ　義経（NHK総合ほか）
- 週間5つ星（テレビ東京）
- リビドーの乱（朝日放送）
- 特捜TV!ガブリンチョ（テレビ朝日）
- ウタワラ（日本テレビ）
- 24時間テレビ 「愛は地球を救う」（日本テレビ）（2003年8月23日・24日、2004年8月21日･22日、2009年8月29日・30日）
- バニラ気分!・マツケン・今ちゃん・オセロのGO!GO!サタ（フジテレビ）
- Weekend H・I・P - AXEL（朝日放送）
- 京都 大人の修学旅行（日本テレビ、2003年）
- ひみつの嵐ちゃん!（TBS）
放送開始時の2008年4月からレギュラー、MCを担当。コンビとしての出演であったが中島は番組が大規模リニューアルとなった2011年4月14日の回で事前収録としての出演を最後に、2011年4月21日の回よりインフルエンザで欠席。その後は体調不良のため無期限休養となり、2012年2月上旬に降板。松嶋は事前収録の2011年12月3日の回を以て産休入り。2012年5月10日の回より復帰となった。
- 知っとこ!（MBS）
MCを担当。2011年4月2日に放送された回が生放送でオセロとして最後の共演となり、翌週9日より中島がインフルエンザ、その後は体調不良による無期限休養のため欠席[21]。23日の放送では松嶋が第一子妊娠のため休養に入り[22]、コンビ揃って欠席となった。
松嶋は5月28日の回で一時復帰、その後11月26日を以て産休入り[23]。中島は2012年2月上旬に番組を降板し[24]、3月31日の放送回より松嶋が復帰した。
- 世界の果てまでイッテQ!（日本テレビ）
コンビとして出演。松嶋は前身番組として深夜に放送されていた『クイズ発見バラエティー イッテQ!』からレギュラーとして出演、中島はゴールデン進出の2007年2月からレギュラーとなった。
中島は番組後半、基本的にロケには参加せず番組内のMCをメインで担当。その後、2011年3月6日の出演を最後に、2011年4月10日の放送回よりインフルエンザのため欠席、その後体調不良で無期限休養となり、2012年2月上旬に降板となった[25]。
松嶋は2011年12月4日の放送を以て産休入り。2012年4月15日の放送回より復帰となった。2013年6月3日の放送回より第二児妊娠のため再び産休入り。その後は復帰することなく降板となっている。

### CM
- スターフォックス64
- スシボーイフジ（ラジオ）
- 全国農業協同組合連合会（2001年）
- 佐藤製薬・サトラックス（2001年 - 2002年）
- カルピス『いいこと茶』（2002年）
- セントラルファイナンス（2004年 - 2005年）
- 江崎グリコ『ポッキーデコレ』女の子はわくわくするの フレンチ娘 篇（2004年）『ブレイク』どんだけ冷えてんねん・新発売 篇（2005年）
- サッポロビール『ザ・フルーツスパークリング』（2005年 - 2006年）
- 日本アジア航空（2006年 - 2007年）
- NTTドコモ（2006年 - 2007年）
- 日本マクドナルド『サラダマック』（2006年）
- サントリーフーズ『C.C.レモン』宇宙の旅・ZERO宇宙船登場 「ゼロとの遭遇」篇（2009年）
- 悠香『茶のしずく石鹸』（2010年）
- UHA味覚糖

### テレビゲーム
- オセロdeオセロDS（メガハウス、ニンテンドーDS） - ボードゲームのオセロとコラボ[26]。

## 音楽活動
シングル（両方とも12cm）のみ発売している。いずれも日本クラウンより発売。
1. Door ―待ってるだけじゃ恋は始まらない―（c/w 私の日曜日,あなたが好き）（1997年6月25日）
  - 1曲目はオセロ、2曲目は中島、3曲目は松嶋による作詞。
  - 松嶋曰く売上は300枚だった[27]。
2. to be myself（c/w トムとジェリー,おやすみ）（1999年4月21日）
  - 3曲ともオセロによる作詞。

### 参加作品
- GLAY「I'm in Love」（『pure soul』収録）
  - コーラスで参加。
- THE BOOM「大阪でもまれた男 (featuring オセロ)」（『大阪でもまれた男』収録）
  - セリフを入れている。
- beatmania IIDX「天国のキッス-D.J.TAKA'S STYLE」歌唱。(5th Style) - 業務用現行機では収録されていない。松田聖子の同名曲のカバー